# Caput mundi

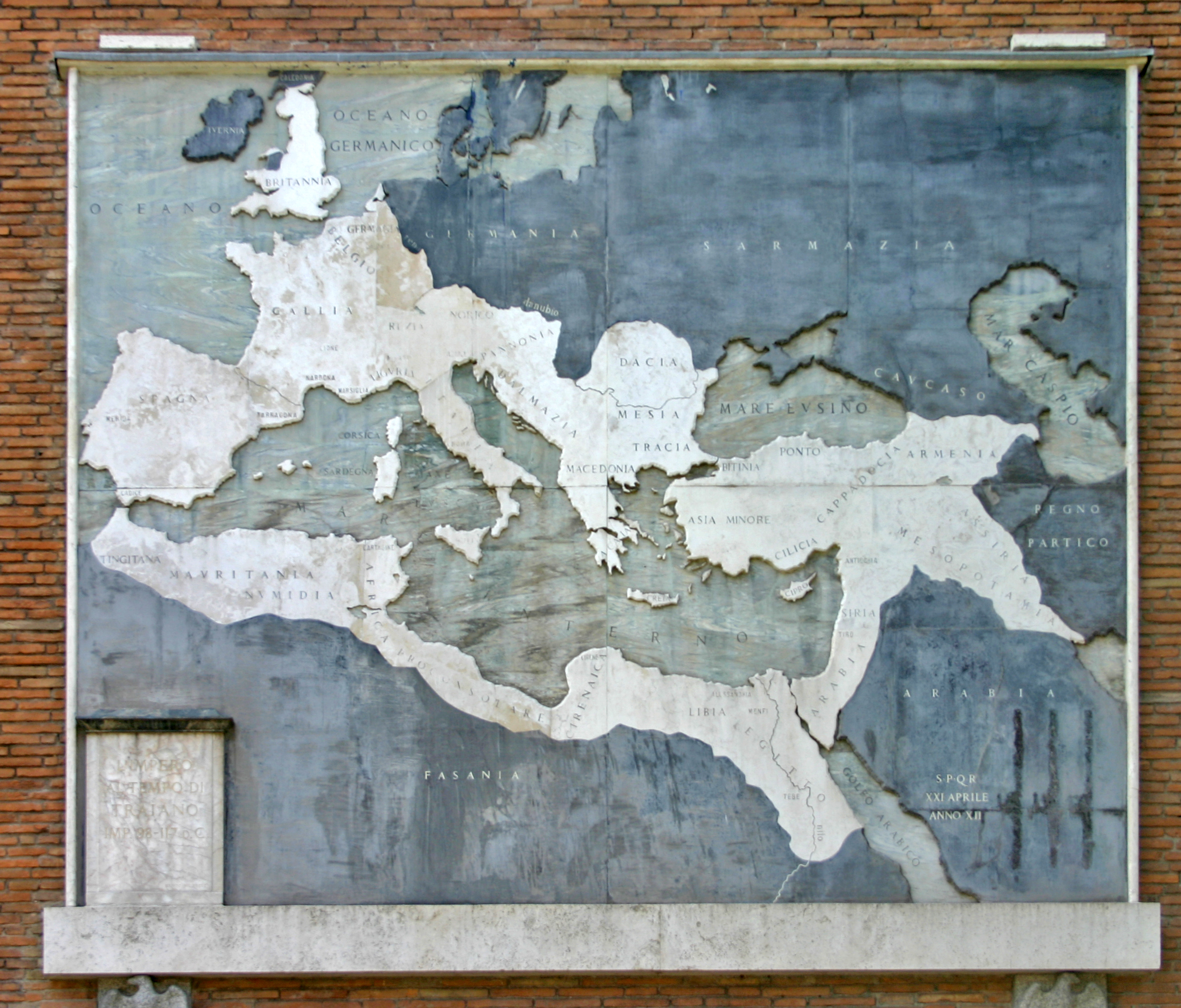
Rome, capitale de l'Empire romain.

Caput mundi (en français : Capitale du monde) est une expression latine, elle fait référence à Rome, la grande capitale du monde et est liée à l'extension de l'Empire romain. À  l'époque, Rome était la ville où vivaient tous les grands empereurs, elle était aussi la capitale et le carrefour de toute activité politique, économique et historique.

## Dans la littérature
Dans la littérature latine et italienne on retrouve de nombreuses fois la locution où des références à celle-ci.
Quelques œuvres où l'expression caput mundi est utilisée :
- L'expression a été utilisée par le poète latin Lucain dans sa Pharsale (II, 655-656) : « ipsa, caput mundi, bellorum maxima merces, Roma capi facilis (...) » (la)
- Dans Ab Urbe condita libri (l'Histoire de Rome depuis sa fondation) : Tite-Live utilise cette expression.
- On la retrouve aussi dans un verset de Frédéric Barberousse :  « Roma caput mundi regit orbis frena rotundi » (la)
- Dans le roman Le nom de la rose de Umberto Eco:" Comment empêcher que la Caput Mundi redevînt."

## Histoire et évolution
Si l'expression désigne à l'origine Rome comme la capitale du monde, plusieurs grandes villes se la sont appropriée tout au long de l'histoire.

### Rome
L'influence de Rome dans le monde Antique a commencé à se développer au IIe siècle av. J.-C., l'empire a continué de s'étendre en Europe du Sud et en Afrique du Nord, durant les cinq siècles qui ont suivi. L'influence culturelle de Rome, de sa langue locale (latin) et de son art romain (architecture, philosophie et religion) a été aussi importante pour le développement de la cité.
Rome est aussi la cité du Saint-Siège, donc une sorte de "capitale mondiale" pour le Catholicisme, plus grande religion au monde (pour être plus exact, il faut parler de la Cité du Vatican, bien qu'il s'agit d'un quartier de Rome à l'origine).

### Paris
Depuis le XVIIe siècle, Paris est l'un des principaux centres européens de la finance, de la diplomatie, du commerce, de la mode, de la gastronomie, des sciences et des arts. Avant la Seconde Guerre mondiale, Paris, comme Londres, était parfois décrite comme la capitale du monde,,,,,,,.

### Washington D.C
La capitale des États-Unis, Washington D.C détient le record du nombre  d'organisations internationales importantes[réf. nécessaire], comme la Banque mondiale, le Fonds monétaire international (FMI). Le traité de l'Atlantique nord a été signé à Washington,, instituant l'OTAN qui a pris part à la guerre froide. Washington a alors été surnommé la Capitale du monde par le Washington Post.